# Alfoz de Santa Gadea
Alfoz de Santa Gadea är en kommun i Spanien.   Den ligger i provinsen Provincia de Burgos och regionen Kastilien och Leon, i den norra delen av landet, 280 km norr om huvudstaden Madrid. Antalet invånare är 114. Arean är 34 kvadratkilometer.
Terrängen i Alfoz de Santa Gadea är kuperad söderut, men norrut är den platt.